# Marcus Hoffmann (Wirtschaftswissenschaftler)
Marcus Hoffmann (geboren 1968 in Detmold) ist ein deutscher Wirtschaftswissenschaftler und Hochschullehrer.

## Leben
Hoffmann wuchs in Lage/Lippe auf. Er studierte Betriebs- und Volkswirtschaftslehre mit Abschlüssen als Diplom-Kaufmann (1994), Diplom-Volkswirt (1998) und Dr. rer. pol. (1997) an der Philipps-Universität Marburg.
Von 1994 bis 2009 arbeitete er im Bereich Marketing und Vertrieb internationaler Unternehmen, davon elf Jahre als Leiter Marketing bzw. Leiter Marketing und Vertrieb. 2009 gründete er mit Andreas Günkel die Unternehmensberatung Dr. Hoffmann & Günkel Partnerschaftsgesellschaft.
Es folgten ein Ruf an die Ostfalia Hochschule für angewandte Wissenschaften sowie ein Ruf auf die Stiftungsprofessur für Industriegütermarketing der DHBW Mosbach. Von 2010 bis 2012 arbeitete er als Professor am Campus Bad Mergentheim der DHBW Mosbach. Im Jahre 2012 wechselte er als Studiengangsleiter und Dekan der Fakultät Wirtschaft an die DHBW Heidenheim. Dort baute er den Studiengang BWL-International Business auf. Im Jahre 2015 wurde er zum Prorektor für Studium und Lehre der DHBW Heidenheim ernannt und 2018 sowie 2024 als Prorektor sowie Dekan der Fakultät Wirtschaft wiedergewählt.

## Veröffentlichungen
- Mit Brigitte Ilg: Taking Work Integrated Learning (WIL) One Step Further: A Case Study in Job Integrated Learning (JIL). Neopubli, Berlin 2016, ISBN 978-3-7375-9982-5
- Crashkurs Marketingleiter: Know-how und Update für die ersten 100 Tage. Gabler, Wiesbaden 2006, ISBN 978-3-8349-0011-1, OCLC 320971434
- Steuerpolitische Essays: vier Plädoyers für die Abschaffung der Gewerbesteuer, Grundsteuer und der speziellen Verbrauchsteuern sowie für die Nicht-Wiedereinführung der Vermögensteuer. Shaker, Aachen 1998, ISBN 3-8265-5633-X, OCLC 75881827
- Außenhändler im Wettbewerb auf den Weltmärkten. Mit einem Geleitwort von Jochen Röpke. Zugl. Diss. Univ. Marburg 1997, Deutscher Universitätsverlag, Gabler, Wiesbaden 1998, ISBN 3-8244-6702-X, OCLC 75874606
- Vertikale Arbeitsteilung im Handel: der Erklärungsbeitrag der Transaktionskostentheorie. Mikrofiche-Ausgabe, Tectum-Verlag, Marburg 1997, ISBN 3-8288-0128-5, OCLC 75813220
- Außenhandelspolitik im Spannungsfeld von Interessengruppen. Edition Wissenschaft, Reihe Wirtschaftswissenschaft Bd. 122, Tectum-Verlag, Marburg 1997, ISBN 3-8288-0129-3, OCLC 75813221